# باديشا خاتون
صفوت الدين خاتون (بالإنجليزية: Safwat al-Din Khatun)‏ (المُتوفاة في عام 1295)، والمعروفة باسم باديشة خاتون هي حاكمة كرمان في بلاد فارس من عام 1291 وحتى عام 1295 كعضو في سلالة المغول كولتو غانيد التابعة لمغول بلاد فارس.

## حياتها
وُلدت صفوت الدين في كرمان من السلالة الفارسية التابعة للمغول حيث كانت ابنة قطب الدين (المُتوفى عام 1257) وكوتلوغ توركان من كرمان.
كان زوجها الأول هو أباقا خان. تم ترتيب الزواج من قبل والدتها لتأمين الدعم المنغولي لحكمها. حكم زوجها بلاد فارس ولكنه تُوفي بعد ذلك بوقت قصير في عام 1282. تزوجت صفوت الدين ربيبها السابق غايكاتو بعد ذلك.
وفي عام 1291 عندما ورث غايكاتو بدوره حكم بلاد فارس، طالبت بإعطائها أحقية حكم بلاد فارس لكرمان لإخلاصها الشخصي وهو ما وافق عليه زوجها.
كان الأخ غير الشقيق لباديشا سييرويشميش قد حكم كرمان بعد أم باديشة. سجنته باديشة بعد أن استولت على السلطة، ثم قتلته عندما حاول الفرار.
ذُكرت باديشا في مذكرات الرحالة الإيطالي ماركو بولو، حيث وصفها بأنها «امرأة طموحة وذكية، تخلصت من أخيها سيورغوتميش عندما نافسها على العرش».
ضُربت كل العملات المعدنية الفضية والذهبية باسمها.
عندما تُوفي زوجها غايكاتو في عام 1295، قُتلت باديشة على يد الفصائل المتحالفة مع أخيها غير الشقيق. طلبت الأميرة المنغولية خوردودجن، أرملة سوييرشميش، من خليفة بايدو بن طرقاي بأن يتم إعدام باديشا وهو ما وافق عليه خلفت خردودجن باديشة في حكم مملكة كرمان.